# Дигейл, Джеймс
Джеймс Дигейл (англ. James DeGale), род. 3 февраля 1986, Лондон, Великобритания) — британский боксёр-профессионал, выступающий во второй средней весовой категории (англ. Super middleweight). Чемпион Олимпийских игр 2008 года, в среднем весе, бронзовый призёр Игр Содружества (2006), двукратный серебряный призёр чемпионатов стран Европейского союза (ЕС) (2007, 2008) в любителях. Среди профессионалов чемпион мира по версии IBF (2015—2017, 2018), чемпион Европы по версии EBU (2011—2012) во втором среднем весе.

## Любительская карьера
На любительском ринге Дигейл провёл 95 поединков, 79 из которых выиграл.
В 2006 году на Играх Содружества завоевал бронзовую медаль.
В 2007 году принял участие на чемпионате мира, и проиграл в первом туре Альфонсо Бланко из Венесуэлы. В этом же году на Чемпионате стран ЕС в Дублине завоевал серебряную медаль.
В 2008 году снова занял второе место на Чемпионате стран ЕС в Цетнево.

### Олимпийские игры 2008
- Победил Хикала Мохамед (Египет) 13-4
- Победил Шона Эстрада (США) 11-5
- Победил Бахтияра Артаева (Казахстан) 8-3
- Победил Даррена Сазерленда (Ирландия) 10-3
- Победил Эмилио Корреа (Куба) 16-14

## Профессиональная карьера
Дигейл дебютировал на профессиональном ринге в феврале 2009 года.
Второй поединок провёл в мае 2009 года, и нокаутировал в первом раунде непобеждённого Индриша Кубина (5-0).
В седьмом поединке нокаутировал британца Сэма Хортона (15-1), и завоевал титул интерконтинентального чемпиона мира по версии WBA. 18 сентября 2010 года нокаутировал в первом раунде Карла Диркса (14-2), и завоевал статус обязательного претендента на титул чемпиона Великобритании во втором среднем весе.

#### Бой с Полом Смитом
В декабре 2010 года, в своём девятом поединке на профессиональном ринге нокаутировал Пола Смитта (29-1) и завоевал титул чемпиона Великобритании во втором среднем весе.

#### Бой с Джорджем Грувсом
В мае 2011 года близким судейским решением проиграл непобеждённому боксёру Джорджу Грувсу (12-0).

#### Бой с Петром Вильчевским
В следующем поединке решением большинства судей победил поляка Петра Вильчевского (29-1), и завоевал титул чемпиона Европы по версии EBU во втором среднем весе.

#### Бой с Фульхенсио Суньигу
8 декабря 2012 года Дигейл победил по очкам в 12-раундовом поединке колумбийца Фульхенсио Суньигу (25-6-1), и завоевал серебряный титул чемпиона по версии WBC.

#### Чемпионский бой с Андре Диррелом
23 мая 2015 года Дигейл победил по очкам в 12-раундовом поединке американца Андре Диррелла (24-1), и завоевал вакантный титул чемпиона мира по версии IBF.

#### Объединительный бой с Баду Джеком
14 января 2017 года встретился с Баду Джеком. На кону стояли титулы WBC и IBF. Фаворитом в этом бою был Дигейл (ставки на него принимались из расчёта 1,36 против 3,10). В первом раунде Дигейл отправил Джека в нокдаун. Джек не был потрясен, а лишь потерял равновесие. Джек стал по-настоящему включаться в работу начиная с третьего раунда, распределяя огневую мощь на оба этажа соперника. Дигейл продолжал налегать на мобильность с позиции второго номера, но теперь уже превосходство в занятости было на стороне Баду. Впрочем, даже несмотря на это от раунда к раунду чьего-то заметного преимущества не вырисовывалось. В 12-м раунде Джек отправил Дигейла в тяжёлый нокдаун. Британец продолжил, но долго не мог оправиться от потрясения, балансируя по грани досрочного поражения. Тем не менее, Джеймс не только выстоял, но и на последних секундах провёл результативную акцентированную серию, хорошенько зацепив визави. Под звук финального гонга победу принялись праздновать оба, но судьи не стали лишать боксёров насиженных чемпионских мест: 114—112 Дигейлу и 113—113 по мнению двух арбитров. Ничья. В конце боя выяснилось, что Дигейл лишился двух зубов и порвал барабанную перепонку. Оба боксера изъявили желание провести реванш, но Джек объявил о переходе в полутяжёлый вес.

## Результаты боёв
В таблице перечислены результаты всех поединков боксёров.
В каждой строке указан результат поединка. Дополнительно номер поединка обозначен цветом, который обозначает итог поединка. Расшифровка обозначений и цветов представлена в нижеследующей таблице.
| Пример | Расшифровка                     |
| ------ | ------------------------------- |
|        | Победа                          |
|        | Ничья                           |
|        | Поражение                       |
|        | Планируемый поединок            |
|        | Поединок признан несостоявшимся |
| КО     | Нокаут                          |
| ТКО    | Технический нокаут              |
| PTS    | Решение судей (по очкам)        |
| UD     | Единогласное решение судей      |
| MD     | Решение большинства судей       |
| SD     | Раздельное решение судей        |
| RTD    | Отказ от продолжения боя        |
| DQ     | Дисквалификация                 |
| NC     | Поединок признан несостоявшимся |

| Бой | Дата             | Соперник                       | Место боя                                                                         | Раундов           | Результат | Дополнительно |
| --- | ---------------- | ------------------------------ | --------------------------------------------------------------------------------- | ----------------- | --------- | --- |
| 29  | 23 февраля 2019  | Крис Юбенк мл. (27-2)          | O2 Арена, Лондон, Англия, Великобритания                                          | UD (12)           | Поражение | Счёт: 112-114, 112-115, 109-117. Бой за вакантный титул чемпиона мира по версии IBO во 2-м среднем весе.                                                          |
| 28  | 30 сентября 2018 | Фидель Муньес (39-18-1)        | Онтэрио, Калифорния, США                                                          | KO 3 (8), 2:57    | Победа    | |
| 27  | 7 апреля 2018    | Калеб Труакс (29-3-2)          | Hard Rock Hotel and Casino, Лас-Вегас, США                                        | UD (12)           | Победа    | Счёт: 114—113, 117—110, 114—113. Отвоевал титул чемпиона мира по версии IBF (1-я защита Труакса) во втором среднем весе.                                          |
| 26  | 9 декабря 2017   | Калеб Труакс (28-3-2)          | Copper Box Arena, Queen Elizabeth Olympic Park, Хакни Уик, Лондон, Великобритания | MD (12)           | Поражение | Счёт: 114—114, 112—115, 112—116. Утратил титул чемпиона мира по версии IBF (4-я защита Дигейла) во втором среднем весе.                                           |
| 25  | 14 января 2017   | Баду Джек (20-1-2)             | Барклайс-центр, Нью-Йорк, США                                                     | MD (12)           | Ничья     | Счёт: 114—112, 113—113, 113—113. Объединительный бой за титулы чемпиона мира по версиям WBC (3-я защита Джека) и IBF (3-я защита Дигейла) во втором среднем весе. |
| 24  | 30 апреля 2016   | Рохелио Медина (36-6)          | Вашингтон, США                                                                    | UD (12)           | Победа    | 2-я защита титула чемпиона мира по версии IBF во втором среднем весе.                                                                                             |
| 23  | 28 ноября 2015   | Лучиан Буте (32-2)             | Квебек, провинция Квебек, Канада                                                  | UD (12)           | Победа    | 1-я защита титула чемпиона мира по версии IBF во втором среднем весе.                                                                                             |
| 22  | 23 мая 2015      | Андре Диррелл (24-1)           | Бостон, Массачусетс, США                                                          | UD (12)           | Победа    | Завоевал вакантный титул чемпиона мира по версии IBF во втором среднем весе.                                                                                      |
| 21  | 22 ноября 2014   | Марко Антонио Перибан (20-2-1) | Ливерпуль, Великобритания                                                         | TKO 3 (12), 0:30  | Победа    | |
| 20  | 31 мая 2014      | Брэндон Гонзалес (18-0-1)      | Уэмбли, Лондон, Великобритания                                                    | TKO 4 (12), 2:38  | Победа    | |
| 19  | 1 марта 2014     | Геворг Хачикян (20-0)          | Бристоль, Великобритания                                                          | TKO 11 (12), 2:58 | Победа    | Защитил титул чемпиона по версии WBC Silver во втором среднем весе.                                                                                               |
| Бой | Дата             | Соперник                       | Место боя                                                                         | Раундов           | Результат | Дополнительно |

## Спортивные достижения

### Титулы

#### Любительские
- 2006  Бронзовый призёр Игр содружества в среднем весе.
- 2008  Олимпийский чемпион в среднем весе.

#### Профессиональные мировые
- 2015—2017, 2018  Чемпион мира по версии IBF.